# Basilio Amerbach
Basilio Amerbach (Basilea, Suiza, 1 de diciembre de 1533- ibídem, 25 de abril de 1591) fue un abogado y coleccionista de arte de Basilea. Hijo único de Bonifacio Amerbach.
De 1549 a 1560 estudió en Basilea, Tubinga, Padua, Bolonia, Roma, Nápoles y Bourges. En Espira realizó prácticas jurídicas. Trabajó como profesor y abogado. A partir de 1561, fue catedrático en la Universidad de Basilea y posteriormente su Rector en tres ocasiones (1566, 1580 y 1588). 

## Literatura
- Rochus von Liliencron (1875), «Amerbach, Basilius», Allgemeine Deutsche Biographie (ADB) (en alemán) 1, Leipzig: Duncker & Humblot, p. 397.
- Biografía de Basilio Amerbach en la Neue Deutsche Biographie.
- La correspondencia de Amerbach, editado y publicado en nombre de la Comisión de la Biblioteca Pública de la Universidad de Basilea, de Alfred Hartmann, [a partir de la Bd. 6] en razón de Alfred Hartmann recogida de Material editado y publicado por Beat Rudolf Jenny, entre otros, Bd. 1-11, Editorial de la biblioteca de la Universidad de Basilea 1942-2010, ISBN 978-3-7965-1846-1, ISBN 978-3-7965-1037-3.
- Elisabeth Landolt (Hg): Contribuciones a Basilio Amerbach. Basilea Colección Pública De Arte en 1991.
- Hans-Rudolf Hagemann: El Dictamen de Basilio Amerbach. Basilea, 2001, ISBN 3-7965-1701-3.